# عمیدآباد قاضی
عمیدآباد قاضی یک روستا در ایران است که در دهستان درمیان واقع شده‌است. عمیدآباد قاضی ۱۶ نفر جمعیت دارد.